# جوي كوجل
جوي كوجل هي ممثلة كندية، ولدت في 1926 في Findlater, Saskatchewan ‏ في كندا، وتوفيت في 21 يناير 2017 في فانكوفر في كندا.

## وصلات خارجية
- جوي كوجل على موقع IMDb (الإنجليزية)
- جوي كوجل على موقع ألو سيني (الفرنسية)
- جوي كوجل على موقع أول موفي (الإنجليزية)
- جوي كوجل على موقع قاعدة بيانات الأفلام السويدية (السويدية)
- جوي كوجل على موقع قاعدة بيانات الفيلم (الإنجليزية)
- جوي كوجل على موقع كينوبويسك (الروسية)